# Heliamphora collina
Heliamphora collina est une espèce de plante carnivore de la famille des Heliamphora. Cette plante possède des feuilles en forme d'urnes. Ses feuilles sont longues et fines, formant des urnes tubulaires. Les couleurs des urnes varient, allant du vert au rouge, parfois avec des nuances pourpres, notamment sur le bord.

## Milieu naturel
Son milieu naturel est le Vénézuela et la Guyane. Elle vit sous des climats tropicaux.

## Parasites, prédateurs et maladies
Ses principaux parasites, prédateurs et maladies sont les cochenilles, les pucerons et les thrips.